# Louis Le Bègue Duportail
Ne doit pas être confondu avec Louis II le Bègue.
Louis Antoine Jean Le Bègue de Presle Du Portail, né à Pithiviers, France, le 14 mai 1743 et mort en 1802, fut un officier et un homme politique français. Conseiller tactique de George Washington, il a fondé le corps du génie américain et fut un ministre de la Guerre pour la France.

## Avant la Révolution
Ancien élève de l’École royale du génie de Mézières, venant tout juste d'achever la rédaction d'un texte de réorganisation du Corps royal du Génie, il mène avec B. Franklin qui a demandé l'accord de Louis XVI, les tractations qui vont le conduire avec trois autres officiers choisis par lui à apporter leur compétence au Congrès des États-Unis.
Louis Du Portail précède La Fayette en Amérique, est nommé colonel des ingénieurs américains le 8 juillet 1777, conseiller tactique de Washington. Il réclamera d'être promu "Brigadier General" afin de donner le poids nécessaire à ses conseils. Il se révèle non seulement un excellent technicien de son Arme lors de la campagne de Pennsylvanie, mais se fait surtout remarquer par ses talents de stratège lors des premiers conseils de guerre auxquels il participe. Washington se rangera à ses conseils, en fera son chef d'opérations combinées lors des opérations décisives menées avec Rochambeau et De Grasse jusqu'à la victoire de Yorktown. 
G. Washington lui demandera de proposer l'organisation du temps de paix du "Corps of Engineers qu'il avait demandé, organisé et commandé. Il est le fondateur du corps du génie américain. Aux États-Unis le prestige, obtenu par Duportail et par ceux qu'il a commandés ou qui lui succéderont, est toujours vivace ; on évoque le "Father of Engineers", la devise du "Corps of Engineers" figurant sur les boutons et les écussons est "Essayons", et le vocabulaire de fortification est le nôtre.  
En France, ses éminents services aux États-Unis lui vaudront des postes de commandement ou d'État-Major où il se fera remarquer tant par ses qualités d'organisateur que de chef. Il revient brigadier des armées du roi et est nommé maréchal de camp en 1788. Chargé de l'instruction des troupes napolitaines, il est de retour en France au début de la Révolution. La Fayette deviendra son fidèle admirateur et ami, et le recommandera chaleureusement au Roi. Il deviendra le Ministre de la Guerre de la Constituante, grâce à La Fayette.

## Sous la Révolution
La protection de La Fayette, conjuguée à la faveur du triumvirat Duport, Barnave, et Lameth lui valent d'être nommé ministre de la Guerre, le 10 octobre 1790, bien qu'il soit membre du club des jacobins.
Il est attaqué de tous côtés : les Royalistes lui font grief de tolérer l'indiscipline dans l'armée, d'avoir laissé les clubs et sociétés patriotiques s'installer dans les casernes, d'avoir produit des circulaires contre l'émigration ; les Révolutionnaires lui reprochent d'avoir laissé les frontières sans garnisons et sans défenses suffisantes. Il aura marqué son passage, par une ordonnance du ministre de la Guerre, en date du 1er janvier 1791, abolissant les noms d’Ancien Régime des régiments : dans le but, en effet, de rationaliser le système, et soucieux de faire table rase du passé, il assigne aux régiments un simple numéro qui rappelle le rang qu’ils occupaient depuis le 25 mars 1776.
On lui doit aussi en date du 16 novembre 1791, un rapport sur l'organisation de la gendarmerie nationale, dans lequel il écrit : « La Gendarmerie Nationale, Messieurs, est cette portion de la force publique dont les fonctions s’exercent dans l’intérieur de la société et envers les citoyens eux-mêmes ; elle ne remplirait pas entièrement son but si elle ne protégeait point aussi efficacement qu’il se peut la personne, les propriétés et la tranquillité de tout homme dont la conduite est conforme à la loi ; elle outrepasserait ce but, elle violerait même les droits du citoyen si, pour prévenir ou pour arrêter les entreprises de celui qui attente ou paraît attenter aux jours ou aux possessions d’autrui, elle employait des moyens illégaux, des formes non permises, une rigueur inutile. Cette observation fait assez sentir combien l’emploi de la force publique intéresse la liberté individuelle ; elle montre que ceux qui dirigent cet emploi doivent avoir un sentiment profond et une connaissance parfaite du droit naturel et des lois ; qu’il leur faut beaucoup de jugement, de sagacité, d’expérience pour en faire une juste application aux différents cas qui peuvent se présenter, de manière à satisfaire également dans leur conduite à ce qu’exige d’un côté le maintien de la loi, de l’autre l’humanité, quelques fois même une trop juste commisération. »
Il est violemment attaqué en novembre 1791 par Georges Couthon et Charles François Delacroix et doit donner sa démission le 3 décembre 1791.
Envoyé avec un commandement en Lorraine, il est pris à partie après le 10 août 1792 par l'abbé Fauchet qui obtient sa mise en accusation. Louis Duportail parvient à se cacher à Paris et à émigrer en 1794 vers les États-Unis. Mathieu Dumas demande en vain en juin 1797 sa radiation de la liste des émigrés. Ce n'est qu'après le 18 brumaire an VIII qu'il est autorisé à rentrer en France. Il meurt sur le bateau qui le ramène  le 12 août 1801.